# Liste der Monuments historiques in Saint-Romain-la-Virvée
Die Liste der Monuments historiques in Saint-Romain-la-Virvée führt die Monuments historiques in der französischen Gemeinde Saint-Romain-la-Virvée auf.

## Liste der Bauwerke
| Bezeichnung      | Beschreibung                  | Standort | Kennzeichnung | Schutzstatus | Datum | Bild           |
| ---------------- | ----------------------------- | -------- | ------------- | ------------ | ----- | -------------- |
| Friedhof         |                               | (Lage)   | PA00083801    | Inscrit      | 1974  | weitere Bilder |
| Kirche St-Romain | Erbaut ab dem 12. Jahrhundert | (Lage)   | PA33000084    | Inscrit      | 2005  | weitere Bilder |

## Liste der Objekte
- Monuments historiques (Objekte) in Saint-Romain-la-Virvée in der Base Palissy des französischen Kultusministeriums